# Agnusdio
Gli Agnusdio (talvolta anche Agnusdei) furono una famiglia patrizia veneziana, annoverata fra le cosiddette Case Nuove.

## Storia
La tradizione vuole che gli Agnusdio fossero originari di Altino, successivamente giunti in laguna in età medievale.
Secondo la leggenda, furono i fondatori della chiesa dei Santi Biagio e Cataldo alla Giudecca (dove oggi sorge il Molino Stucky). Alcune cronache antiche, confermate peraltro da più recenti studi, affermano che questo casato si estinse prima della serrata del Maggior Consiglio; altre fonti, invece, suggeriscono che si fosse esaurito soltanto un ramo della famiglia, e che l'ultimo esponente di questa casa, aggregata al corpo patrizio nel 1297, fu un Chiario Agnusdio, residente in campo San Basso e morto nella seconda metà del secolo XIV, che «fu nel numero di quelli Notabili, che fecero fazione nell'estimo l'anno 1379».

## Membri illustri
- Gualtiero Agnusdio († 1258), ecclesiastico, fu vescovo di Castello dal 1255 alla morte.

## Luoghi e architetture
- Palazzo Agnusdio, o dei Quattro Evangelisti, a Santa Croce.

## Galleria d'immagini

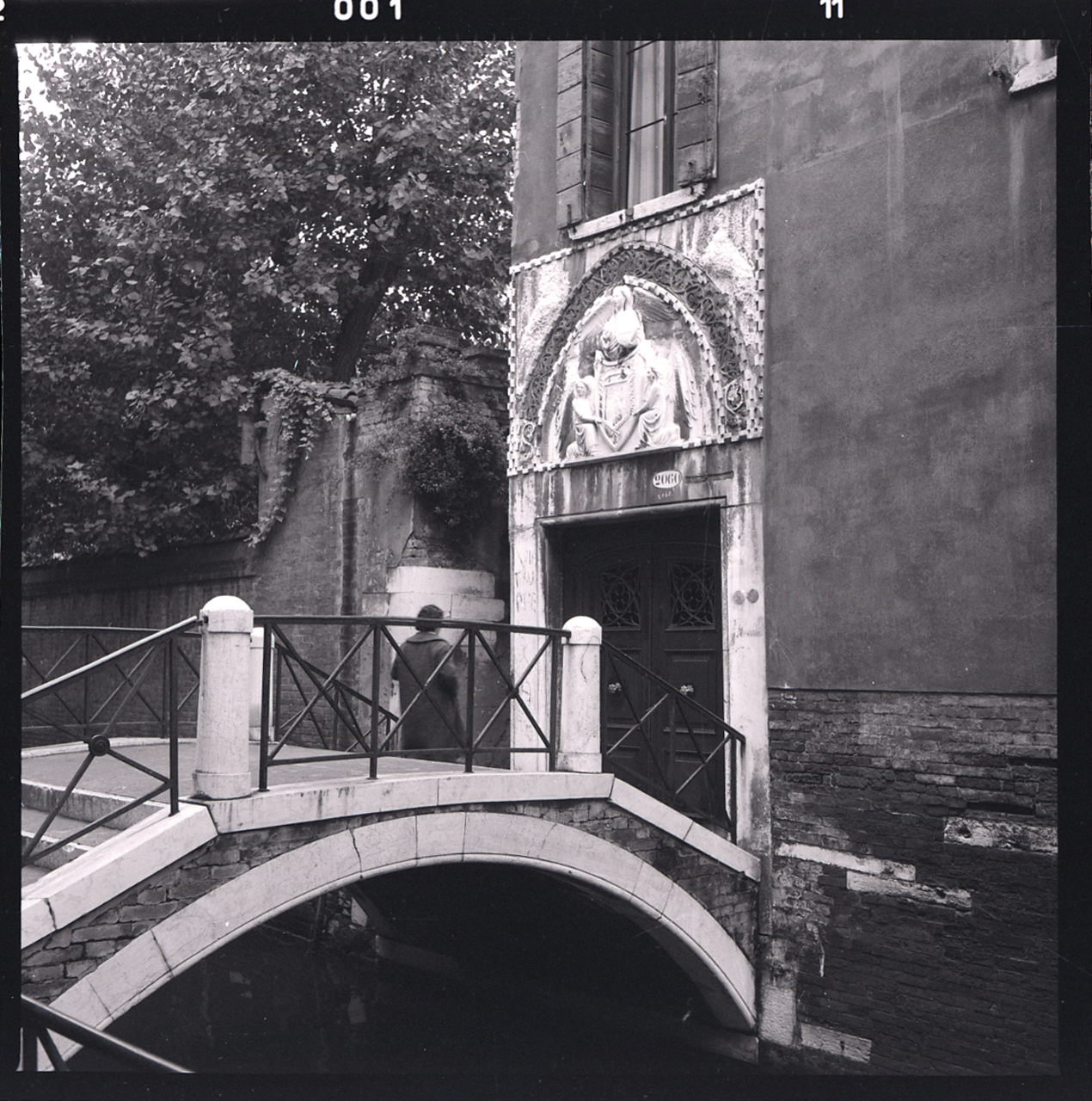
Palazzo Agnusdio a Venezia, ingresso. Foto di Paolo Monti, 1970
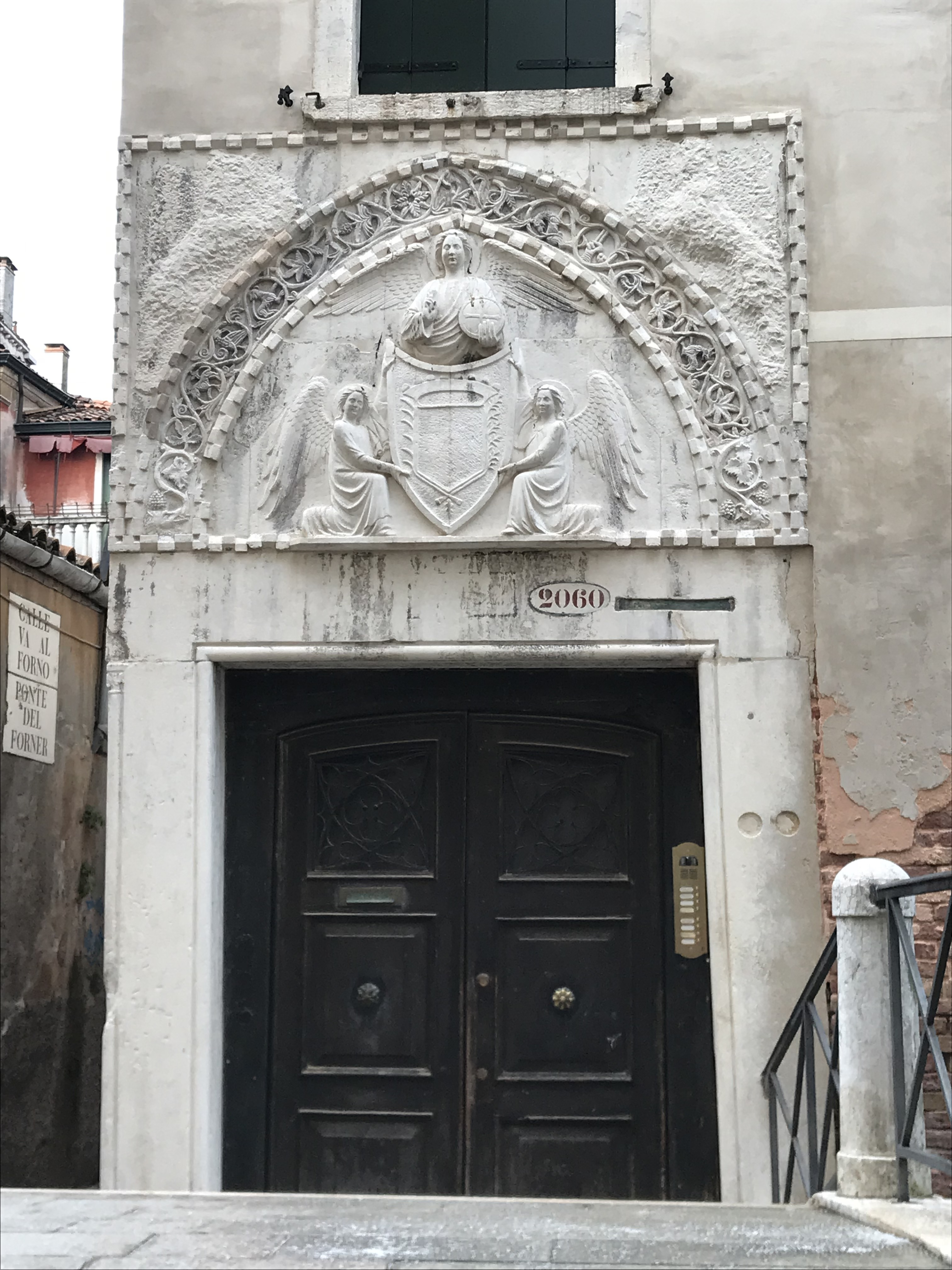
Il portale di ingresso
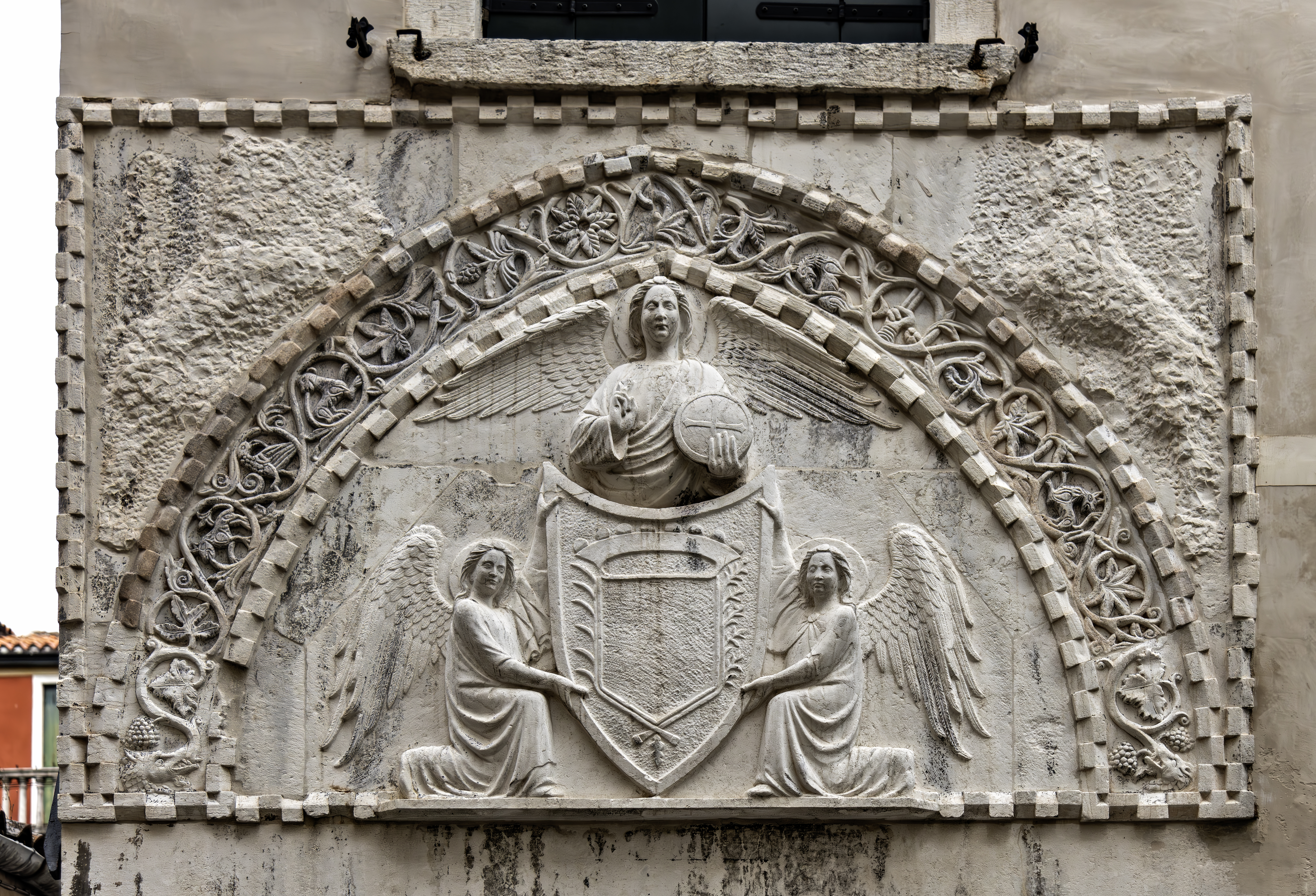
Frontone dell'ingresso
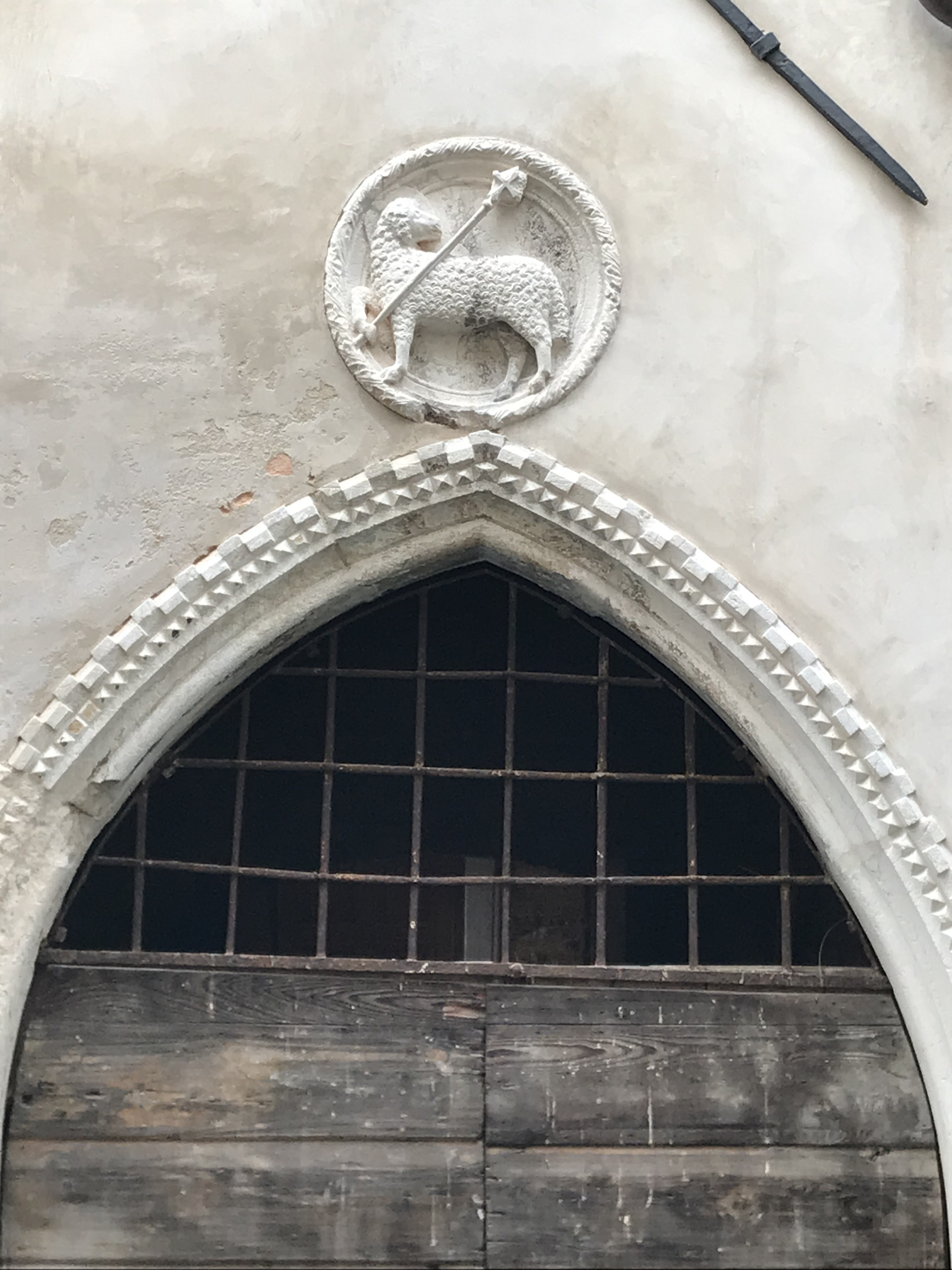
La porta d'acqua
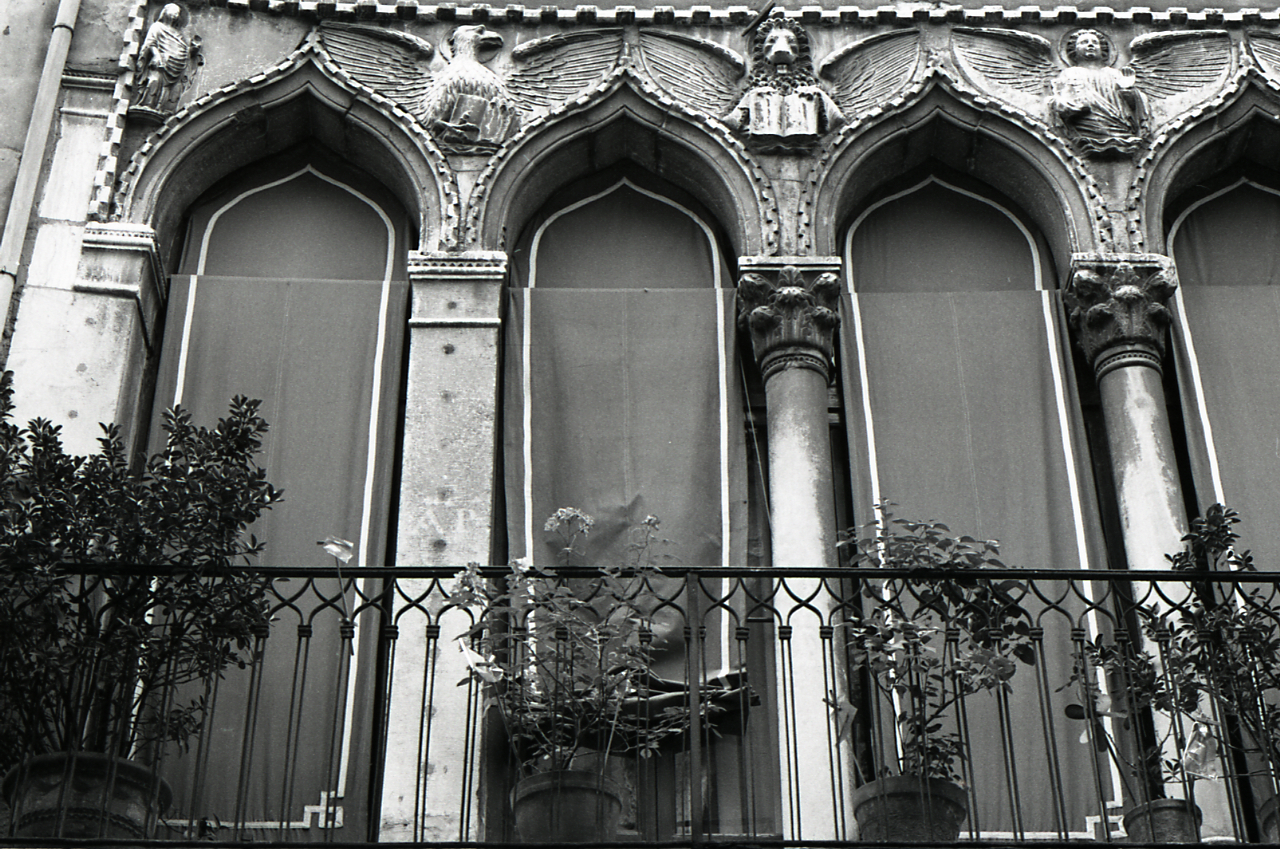
Palazzo Agnusdio o dei Quattro Evangelisti a Venezia, particolare della facciata. Foto di Paolo Monti, 1970
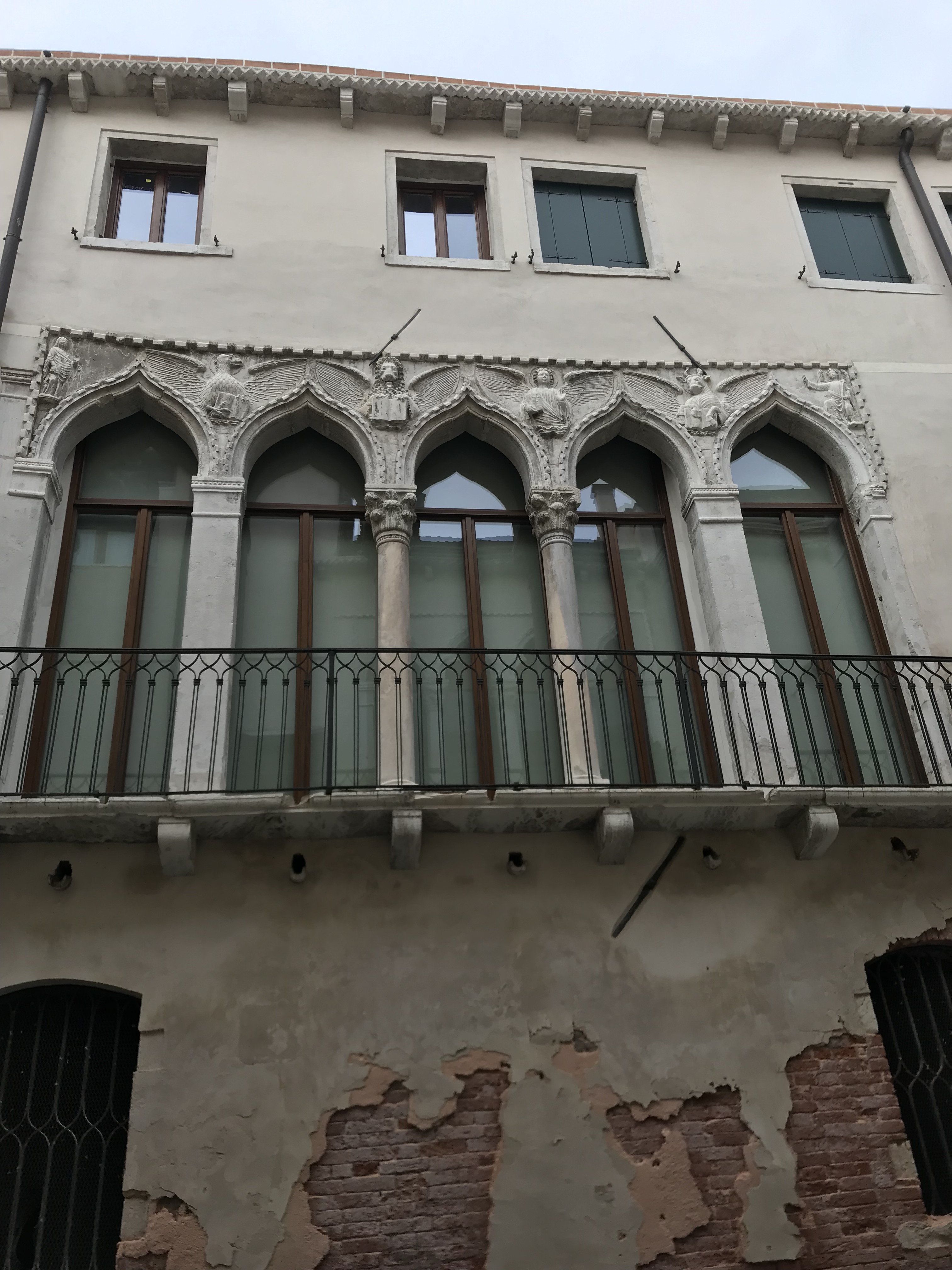
Palazzo Agnusdio, la loggia a bifore